# Paralastor cruentus
Paralastor cruentus är en stekelart som beskrevs av Henri Saussure 1856. Paralastor cruentus ingår i släktet Paralastor och familjen Eumenidae. Inga underarter finns listade i Catalogue of Life.